# Biladi, Biladi, Biladi
Biladi, Biladi, Biladi ('Mijn Thuisland, Mijn Thuisland, Mijn Thuisland') is het volkslied van Egypte. Het werd geschreven en gecomponeerd door Sayed Darwish, en aangenomen in 1979.

## Arabische tekst
بلدي الوطن، طني، وطني.
لديك حبي وقلبي.
بلدي الوطن، طني، وطني.
لديك حبي وقلبي. مصر!
يا أم كل الأراضي، أنت أملي وطموحي،
وفوق كل الناس النيل الخاص بك لديه عدد لا يحصى من النعم جوقة مصر!
جوهرة أثمن، حريق على جبين الدهر!
بلدي الوطن، طني، وطني.
لديك حبي وقلبي.
بلدي الوطن، طني، وطني.
لديك حبي وقلبي.
يا بلادي حرة إلى الأبد،
آمنة للأي عدو!
جوقة مصر، أرض أقساط
قد شبعت مجد القديم
هدفي هو لصد العدو
وأنا على ثقة في الله
بلدي الوطن، طني، وطني.
لديك حبي وقلبي.
بلدي الوطن، طني، وطني.
لديك حبي وقلبي.
مصر الثمينة هي أطفالك.
ولاء، والأوصياء على زمام الامور.
نحن في حالة حرب أو سلام
ونحن على استعداد للتضحية بأنفسنا بالنسبة لك، بلدي.

## Transcriptie
refrein:
Biladi biladi biladi
Lakihubba wa fuadi (2x)
Misr ya umm al bilad
Inti ghayati wal murad
Wa alla ku il ibad
Kam lineelik min ayadi
refrein
Misr intiaghla durra
Fawq gabeen addahr ghurra
Ya biladi aishihurra
Wa asadi raghm al adi.
refrein
Misr awladik kiram
Aufiya yaruzimam
Saufa takhti bilmaram
Bittihadhim waittihadi.

## Nederlandse vertaling
Refrein:
Mijn Thuisland, Mijn Thuisland, Mijn Thuisland.
U heeft mijn liefde en mijn hart.
Mijn Thuisland, Mijn Thuisland, Mijn Thuisland.
U heeft mijn liefde en mijn hart.
Egypte! O moeder van alle landen,
Je bent mijn hoop en mijn ambitie,
En uit alle volken Uw Nijl heeft talloze genaden Voor Egypte!
De meeste kostbare edelsteen, een bles op het voorhoofd van de eeuwigheid!
Refrein
O mijn vaderland, voor altijd vrij, Veilig voor elke vijand!
Koor Egypte, het land van premies
U zij gevuld met de oude glorie
Mijn doel is om af te weren van de vijand
En op God vertrouw ik
Refrein
Egypte, edel zijn uw kinderen. Loyaal,
en bewakers van de teugels.
Worden we in oorlog of vrede
We zullen ons offeren voor jou, mijn land.